# James Chichester-Clark
Pour les articles homonymes, voir Chichester et Clark.
James Chichester-Clark (12 février 1923 - 10 mai 2002), baron Moyola, est un homme politique d'Irlande du Nord. Engagé en 1942 dans les Irish Guards, il atteint le grade de major en 1960, année où il quitte l'armée. La mort de sa grand-mère Dehra Parker le pousse à se présenter au poste de député sous les couleurs du Parti unioniste d'Ulster en 1960. Ministre dans le Cabinet O'Neill, il est élu Premier ministre d'Irlande du Nord en 1969. Démissionnaire deux ans plus tard, il entre à la Chambre des lords comme Lord Moyola ayant été créé pair à vie dans la pairie du Royaume-Uni en tant que baron Moyola.